# Juan Cortada
Juan Cortada y Sala (Barcelona, 21 de marzo de 1805-San Gervasio de Cassolas, 9 de julio de 1868) fue un escritor e historiador español de ideología catalanista.

## Biografía
Fue agente fiscal de la Audiencia de Barcelona (1828), pero decidió renunciar a ese puesto para disponer de más tiempo para la literatura. Era catedrático de la Universidad de Barcelona cuando en 1837 se decidió trasladar la universidad desde Cervera; en la Universidad conoció al filólogo Manuel Milá y Fontanals. En Barcelona colaboró en el Diario de Barcelona desde 1838 con el pseudónimo Abén Abulema, y en El Telégrafo con el de Benjamín; también fue redactor de El Principado. Tradujo a George Sand y a Eugenio Sue. Es uno de los primeros escritores que aborda los temas catalanes en el ámbito de la novela histórica en español. Escribió primero Tancredo en el Asia (1833), que revive el amor de un cristiano por una noble musulmana en el contexto de la primera cruzada, pero la consagración literaria le llega con su segunda narración, La Heredera de Sangumí (1835), dentro de la estética del Romanticismo; siguió El rapto de doña Almodís (1836), ambas novelas históricas que transcurren en la Cataluña del siglo XII. En Lorenzo (1837) revive las costumbres de los trovadores describiendo incluso una corte de amor. El templario y la villana (1840-1841) trata sobre el amor imposible de un caballero templario, a causa de su voto de castidad. Ambos mueren en el asalto de Jaime II al castillo de Rocafort. No sería aventurado creer que esta novela fue una de las fuentes de Enrique Gil y Carrasco para El señor de Bembibre por la documentación histórica aportada, la ambientación y otras analogías.
Cortada adaptó su novela La heredera de Sangumí para hacer años más tarde el libreto de la ópera Gualtiero di Monsonís de Nicolau Manent (1857), que se convirtió en la primera producción lírico-dramática de autor español que puso en escena el Gran Teatro del Liceo de Barcelona; otro libreto de ópera suyo fue Arnaldo di Erill de Nicolau Guanyabens (1859). Tradujo al catalán La Fuggitiva de Tommaso Grossi con el título de La noya fugitiva (1834), pero prefirió siempre el castellano y en él escribió sus obras históricas Las revueltas de Cataluña (1838) y también Cataluña y los catalanes (1860), esta última una defensa de la autonomía de Cataluña dentro de España, como había hecho cinco años antes Juan Illas Vidal en Cataluña en España. Escribió también el libro de viajes Viaje a la isla de Mallorca en el estio de 1845 y la obra de sesgo ensayístico, Pensamientos de Cortada (1846).